# Radical 162
El radical 161, representado por el carácter Han 辵, es uno de los 214 radicales del diccionario de Kangxi. En mandarín estándar es llamado 辵部, (chuò bù); en japonés es llamado 辵部, ちゃくぶ (shinbu), y en coreano 책 (chaek). En los textos occidentales es llamado radical «caminar».
El radical 162 aparece siempre envolviendo la parte izquierda e inferior de los caracteres que clasifica. Los caracteres clasificados bajo el radical «caminar» suelen tener significados relacionados con el movimiento. Como ejemplo de lo anterior se encuentran: 达, ‘llegar’; 辿, ‘seguir’; 道, ‘camino’.

## Variantes
El radical 162, se escribe siempre con la forma variante 辶, con la única excepción de cuando es escrito solitario: 辵. La forma variante se escribe ligeramente diferente en China continental, Taiwán, Japón y Corea, como se muestra en el segundo renglón de la imagen debajo, donde se muestran la forma de escritura China continental (zh-CN), Taiwán (zh-TW), Japón (JA) y Corea (KO).  

## Nombres populares
- Mandarín estándar: 走之底, zǒu zhī dǐ, ‘«caminar-esto» en la parte inferior’ (llamado así porque actualmente el carácter 走, que es el radical 156, significa «caminar» y por el parecido de la variante 辶 con el carácter 之, ‘esto’, aunque este último pertenece al radical 3).
- Coreano: 책받침부, chaek batchim bu, ‘radical chaek-soportar’.
- Japonés:　之繞（しんにょう）, shinnyō, ‘«esto» envolviendo la parte izquierda e inferior del carácter’.[1] (por el parecido del carácter 之, ‘esto’ con la forma variante 辶).
- En occidente: radical «caminar».

## Galería
| Estilos antiguos                                 | Estilos antiguos                  | Estilos antiguos                        | Estilos antiguos                   | Estilos antiguos                   | Estilos empleados actualmente       | Estilos empleados actualmente  | Estilos empleados actualmente    | Estilos empleados actualmente   | Estilos empleados actualmente  |
|                                                  |                                   |                                         |                                    |                                    |                                     | 辵                             | 辵                               |                                 |                                |
| 甲骨文 jiǎgǔwén (escritura de huesos oraculares) | 金文 jīnwén (escritura de bronce) | 简帛 jiǎnbó (escritura de bambú y seda) | 篆文 zhuànwén (escritura de sello) | 篆文 zhuànwén (escritura de sello) | 隸書 lìshū (estilo de los escribas) | 楷書 kǎishū (estilo regular)   | 楷書 kǎishū (estilo regular)     | 行書 xǐngshū (estilo corriente) | 草書 cǎoshū (estilo de hierba) |
| 甲骨文 jiǎgǔwén (escritura de huesos oraculares) | 金文 jīnwén (escritura de bronce) | 简帛 jiǎnbó (escritura de bambú y seda) | 大篆 dàzhuàn (sello grande)        | 小篆 xiǎozhuàn (sello pequeño)     | 隸書 lìshū (estilo de los escribas) | 繁體／繁体 fántǐ (tradicional) | 简体／簡體 jiǎntǐ (simplificado) | 行書 xǐngshū (estilo corriente) | 草書 cǎoshū (estilo de hierba) |

## Caracteres con el radical 162
| trazos | carácter                                                                                     |
| ------ | -------------------------------------------------------------------------------------------- |
| + 0    | 辵 辶                                                                                        |
| + 1    | 辷                                                                                           |
| + 2    | 辸 边 辺 辻 込 辽                                                                            |
| + 3    | 达 辿 迀 迁 迂 迃 迄 迅 迆 过 迈 迉                                                          |
| + 4    | 迊 迋 迌 迍 迎 迏 运 近 迒 迓 返 迕 迖 迗 还 这 迚 进 远 违 连 迟                            |
| + 5    | 迠 迡 迢 迣 迤 迥 迦 迧 迨 迩 迪 迫 迬 迭 迮 迯 述 迱 迲 迳                                  |
| + 6    | 迴 迵 迶 迷 迸 迹 迺 迻 迼 追 迾 迿 退 送 适 逃 逄 逅 逆 逇 逈 选 逊                         |
| + 7    | 逋 逌 逍 逎 透 逐 逑 递 逓 途 逕 逖 逗 逘 這 通 逛 逜 逝 逞 速 造 逡 逢 連 逤 逥 逦 逧       |
| + 8    | 逨 逩 逪 逫 逬 逭 逮 逯 逰 週 進 逳 逴 逵 逶 逷 逸 逹                                        |
| + 9    | 逺 逻 逼 逽 逾 逿 遀 遁 遂 遃 遄 遅 遆 遇 遈 遉 遊 運 遌 遍 過 遏 遐 遑 遒 道 達 違 遖 遗 遥 |
| + 10   | 遘 遙 遚 遛 遜 遝 遞 遟 遠 遡 遢 遣 遤                                                       |
| + 11   | 遦 遧 遨 適 遪 遫 遬 遭 遮 遯 遰 遱                                                          |
| + 12   | 遲 遳 遴 遵 遶 遷 選 遹 遺 遻 遼 邆                                                          |
| + 13   | 遽 遾 避 邀 邁 邂 還 邅 邉                                                                   |
| + 14   | 邇 邈                                                                                        |
| + 15   | 邊 邋 邌                                                                                     |
| + 16   | 邍                                                                                           |
| + 17   | 邎                                                                                           |
| + 19   | 邏 邐                                                                                        |